# 名古屋市立若葉中学校
名古屋市立若葉中学校（なごやしりつわかばちゅうがっこう）は、愛知県名古屋市北区石園町にある名古屋市立中学校。

## 概要
校章は校名より「若」と「中」の字を組み合わせ図案化したものを使用している。

## 沿革

### 経緯
1947年（昭和22年）4月1日、大曽根国民学校の在校生および名古屋市立飯田小学校・名古屋市立下飯田小学校の卒業生をもって名古屋市立若葉中学校として創立された。校舎は飯田小学校に併置された。翌1948年（昭和23年）12月13日、校地を現在地に移転し、さらに翌1949年（昭和24年）には前述二小学校に加え名古屋市立名北小学校・名古屋市立杉村小学校を当校通学区に編入した。以降数度の学区域変更を行い、現在は名北・杉村両小学校区の生徒を受け入れている。

### 歴代校長
1. 1947年（昭和22年） - 佐々木 憲[5]
2. 1949年（昭和24年） - 加藤 栄助[5]
3. 1952年（昭和27年） - 早川 鉦一[5]
4. 1961年（昭和36年） - 藤崎 文夫[5]
5. 1963年（昭和38年） - 富田 義孝[5]
6. 1967年（昭和41年） - 松本 辰夫[5]
7. 1973年（昭和47年） - 下山 裕次[5]
8. 1975年（昭和49年） - 戸松 滋正[5]
9. 1979年（昭和53年） - 宮部 敏義[5]
10. 1982年（昭和56年） - 長谷川 進[5]
11. 1985年（昭和59年） - 鶴見 利政[5]
12. 1990年（平成2年） - 出原 行[5]
13. 1992年（平成4年） - 伊藤 光壽[5]
14. 1994年（平成6年） - 村上 博彦[5]
15. 辻 直志[4]

- 2015年（平成27年） - 高瀬 由有紀[WEB 1]

## 学校行事
行事等の日程は2013年（平成25年）度
| - 4月 - 始業式・入学式 - 5月 - 修学旅行（3年） - 6月 - 体育大会 - 7月 - 終業式 - 8月 - 夏期休業 - 9月 - 始業式・作品展 | - 10月 - 稲武野外学習（2年） - 11月 - 合唱コンクール（ウィルあいち） - 12月 - 終業式 - 1月 - 始業式・就労体験学習（2年） - 2月 - 3月 - 卒業式・修了式 |

## 部活動

### 運動系部活動
- 野球部[WEB 3]
- 女子バスケットボール部[WEB 3]
- サッカー部[WEB 3]
- バレーボール部[WEB 3]
- ソフトテニス部[WEB 3]

### 文化系部活動
- ジャズアンサンブル部[WEB 3]

名古屋市内の中学校におけるジャズ・アンサンブル部としては一番長い活動期間をもつとされる。
- 美術部[WEB 3]

## 通学区域
通学区域は以下の通りである。
| 杉村小学校区 - 生駒町5～7丁目 - 大杉町5～7丁目 - 大曽根1丁目（一部） - 城東町5～7丁目 - 杉栄町 - 杉村1丁目（一部） - 長田町2～4丁目 - 東大杉町 - 東長田町 - 東水切町 - 水切町5～7丁目 - 芳野2丁目（一部） - 芳野3丁目 | 名北小学校区 - 芦辺町 - 石園町（学校所在地） - 尾上町 - 織部町 - 垣戸町 - 木津根町 - 紅雲町 - 下飯田町 - 龍ノ口町 - 辻町字流 - 辻本通1丁目（一部） - 憧旛町 - 真畔町 - 瑠璃光町 - 若葉通 |

## 生徒数の変遷
『愛知県小中学校誌』（2018年）によると、生徒数の変遷は以下の通りである。
| 1947年（昭和22年） | 890人  |  |
| 1957年（昭和32年） | 1222人 |  |
| 1967年（昭和42年） | 857人  |  |
| 1977年（昭和52年） | 885人  |  |
| 1987年（昭和62年） | 676人  |  |
| 1997年（平成9年）  | 483人  |  |
| 2007年（平成19年） | 348人  |  |
| 2017年（平成29年） | 287人  |  |

## 交通
- 名古屋市営地下鉄（名古屋市交通局）名城線・上飯田線 平安通駅より徒歩およそ6分（およそ400m）[WEB 5]

### WEB
1. ↑  “名古屋市の教職員異動 校長・園長” (日本語). 中日新聞朝刊市民版・なごや東版:  p. 1. (2015年3月29日)
2. ↑  名古屋市立若葉中学校. “スケジュール”. 2014年3月24日閲覧。
3. 1 2 3 4 5 6 7  名古屋市立若葉中学校. “部活動紹介”. 2014年3月23日閲覧。
4. ↑  “若葉中学校 学区”.   家造.net. 2014年3月23日閲覧。
5. ↑  google地図の表示による。（2014年3月23日閲覧）

### 新聞
1. ↑  清水裕介 (2020年3月13日). “＜あそび場　まなび場＞　ＫＩＴＡ　ＪＡＺＺ！　体操（名古屋市北区）”. 中日新聞朝刊 (中日新聞社) 2020年3月20日閲覧。

### 書籍
1. ↑  杉浦正巳 1977, p. 93.
2. 1 2  東洋経済出版社 1982, p. 164.
3. ↑  北区制50周年記念事業実行委員会 1994, p. 493.
4. 1 2 3  愛知県小中学校長会 1998, p. 294.
5. 1 2 3 4 5 6 7 8 9 10 11 12 13 14  名古屋市立小中学校長会 1997, p. 49.
6. ↑  六三制教育七十周年記念 愛知県小中学校誌 合同記念誌編集特別委員会 2018, p. 182.